# Persoonia inconspicua
Persoonia inconspicua är en tvåhjärtbladig växtart som beskrevs av Peter Henry Weston. Persoonia inconspicua ingår i släktet Persoonia och familjen Proteaceae. Inga underarter finns listade i Catalogue of Life.